# Municipio de Lincoln (condado de Isabella)
El municipio de Lincoln (en inglés: Lincoln Township) es un municipio ubicado en el condado de Isabella en el estado estadounidense de Míchigan. En el año 2010 tenía una población de 2115 habitantes y una densidad poblacional de 22,54 personas por km².

## Geografía
El municipio de Lincoln se encuentra ubicado en las coordenadas 43°30′42″N 84°47′8″O / 43.51167, -84.78556. Según la Oficina del Censo de los Estados Unidos, el municipio tiene una superficie total de 93.82 km², de la cual 93,56 km² corresponden a tierra firme y (0,28 %) 0,26 km² es agua.

## Demografía
Según el censo de 2010, había 2115 personas residiendo en el municipio de Lincoln. La densidad de población era de 22,54 hab./km². De los 2115 habitantes, el municipio de Lincoln estaba compuesto por el 94,52 % blancos, el 0,43 % eran afroamericanos, el 1,04 % eran amerindios, el 0,47 % eran asiáticos, el 1,47 % eran de otras razas y el 2,08 % eran de una mezcla de razas. Del total de la población el 3,55 % eran hispanos o latinos de cualquier raza.